# Mirza Odabaşı

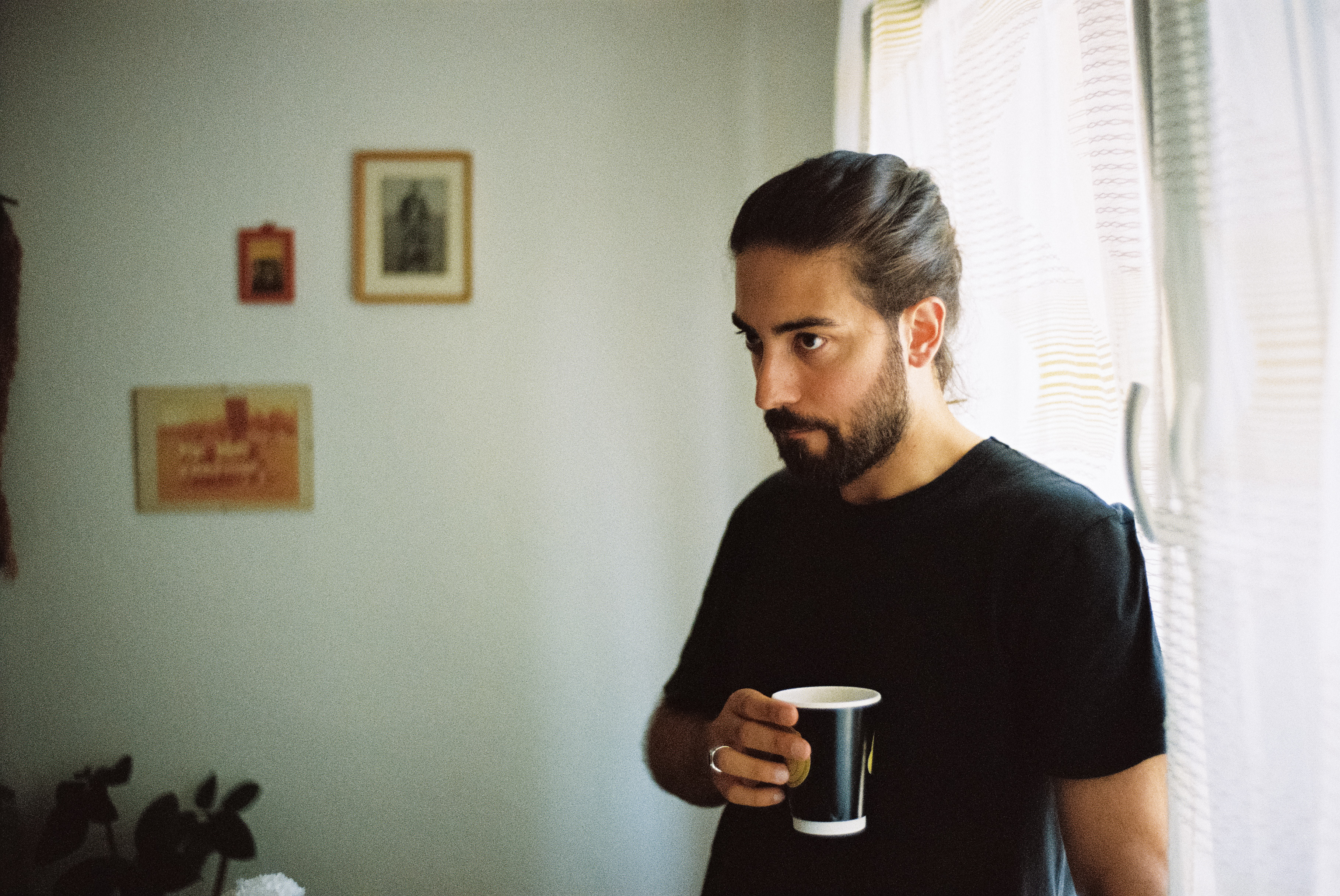
Mirza Odabaşı (2019)

Mirza Odabaşı (* 12. März 1988 in Remscheid) ist ein deutsch-türkischer Filmregisseur und Fotograf.

## Werdegang
Mirza Odabaşı wurde 1988 in Remscheid geboren. Seinen Einstieg in die Kunst fand er durch die Fotografie und die Musik. Nach der Schule studierte er Kommunikationsdesign in Düsseldorf.

## Werk

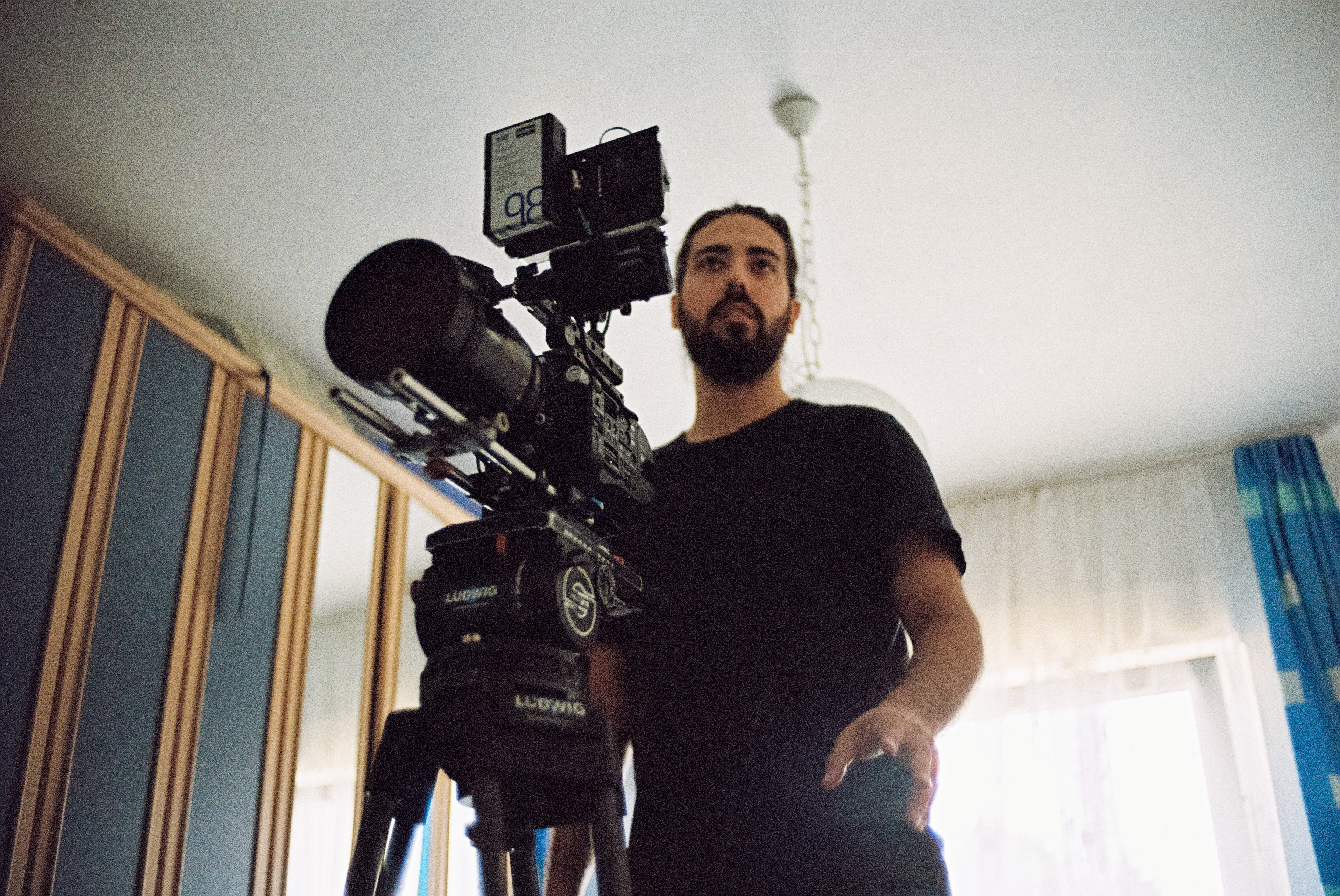
Mirza Odabaşı (2019)

2011 veranstaltete Mirza Odabaşı die Vernissage „Zwischenkultur“. 2013 drehte er als Eigenproduktion den Dokumentarfilm 93/13 – Zwanzig Jahre nach Solingen über den Mordanschlag von Solingen, bei dem er Kamera und Regie führte, die Filmmusik komponierte und den er aus eigenen Mitteln finanzierte. Der Film wurde bei der ARD und in Kinos ausgestrahlt. Anschließend arbeitete er an dem Dokumentarfilm LeidenSchafft über Hip-Hop und Migration in Deutschland, der unter anderem Gastauftritte bekannter deutscher Musiker beinhaltete wie Marteria, Eko Fresh, Chefket, Celo & Abdi und Killa Hakan. Im Februar 2020 erschien das Musikvideo 1994 von Eko Fresh im Rahmen der Integrations-Kampagne #IchDuWirNRW des nordrhein-westfälischen Ministeriums für Kinder, Familie, Flüchtlinge und Integration erschien. 2020 und 2021 hat Odabaşı die Videos der Datteltäter produziert, einem Online-Videoformat des Funk-Angebots.
Odabaşı leitet Workshops für die Bereiche Film und Video. 2020 leitete er zusammen mit dem Comedian Khalid Bounouar einen Workshop mit dem Titel „HeimArt“.

## Ausstellungen
- 2012: Zwischen Kultur, Fotoausstellung, Stadtbibliothek Solingen,[15] wurde im WDR in Cosmo TV vorgestellt[16]

## Veröffentlichungen
- Einwanderungsdeutschland. 1945–2023. Redaktion Lobna Jamal, Bildredaktion Mirza Odabaşı. Bundeszentrale für politische Bildung, Bonn 2024 (Inhaltsverzeichnis und Vorwort)

## Filmografie
- 2013: 93/13 – Zwanzig Jahre nach Solingen, WDR[17]
- 2015: LeidenSchafft, ARD[18]
- 2021: Sounds aus der Seele – Wege türkischer Musik in Deutschland (im Rahmen der Ausstellung Gurbet Şarkıları im Pergamonmuseum)[19]
- 2023: Hört uns zu! Der Anschlag von Solingen, WDR[20]

## Musikvideos
- 2016: Masego: Small Talk (TrapScat T0 Cali)[21]
- 2017: Ebow: Punani Power[22]
- 2019: Ebow: K4L[23]
- 2019: Ebow: Butterflies[24]
- 2020: Eko Fresh feat. #IchDuWirNRW: 1994
- 2021: Mabel Matiz: Kahrettim[25]